# إنتف (ضابط فرعوني)
كان إنتف قائد من قادة قوات الجيش المصري القديم في حوالي عام 2000 قبل الميلاد تحت إمرة الملك منتوحتب الثاني  مؤسس الأسرة الحادية عشر. وكان لقبه الرئيسي هو المشرف على القوات، والتي غالبًا ما يتم ترجمتها إلى قائد القوات. ونجد من ضمن الألقاب الأخرى الخاتم الملكي والصديق الوحيد (للملك).
عُرف إنتيف بشكل رئيسي من خلال قبره الطيبي. وهو عبارة عن قبر (TT386) منحوت في الجبل ومُصطف مع مقابر أخرى هناك. وهو قبر مُزين بالكامل. واجهته تحتوي على العديد من الأعمدة المزينة بالرسومات، الممر مُغطى بألواح حجرية مزخرفة. ويوجد خلف الممر هيكل صغير كان في وقت ما مُزين بألواح حجرية عليها رسومات. العديد من الرسومات الموجودة على الأعمدة الأمامية والجدار التي تم الحفاظ عليها بشكل جيد. وهي تُظهر حصاراً على قلعة فلسطينية، والصيد في الأهوار، والمناظر الزراعية، وورش العمل. أما ألواح ممر هيكل العبادة فلم يتبقى منها إلا بعض الأجزاء الصغيرة. ويظهر اسم العرش في القبر: منتوحتب الثاني، مما يؤكد أن تاريخ إنتف كان في عهد هذا الملك. ويوجد مدخل حجر الدفن المحفورة في الأرض عند هيكل العبادة حيث يوجد تابوت غير منقوش لإنتف. وعُثِر أيضاً على تمثال لإنتف في المقبرة. وأخيرًا، توجد لوحة لهذا القائد كوبنهاغن.